# 厚岸湖

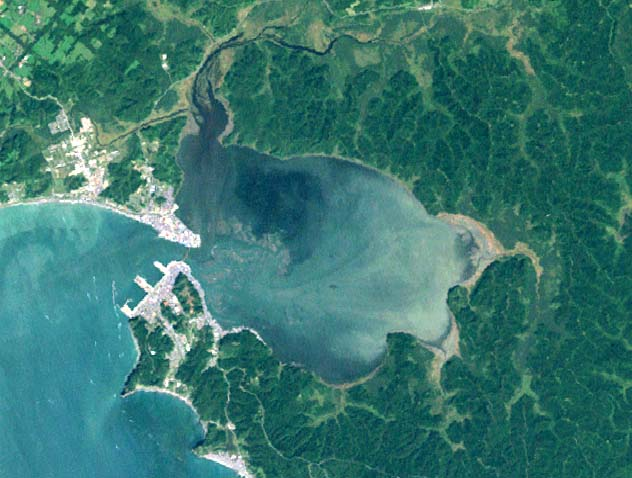
衛星地圖

厚岸湖（日语： Akkeshiko），又稱「 Akkeshitō」或「蠣沼」，是位於日本北海道厚岸郡厚岸町的一個湖泊，面積32.31平方公里，地處厚岸霧多布昆布森国定公園內。

## 地理

### 概要
厚岸湖是位於北海道東部的海跡湖，其西側有從北往南延伸的砂洲與厚岸灣相隔，在湖海分界處有一座厚岸大橋。厚岸湖因潮位差而導致海水流入量較大，湖水鹽度高，實質上可稱為是海灣，《漁業法》也視為海面。

### 主要河川
- 流入河川：別寒邊牛川、尾幌川、トキタイ川、東梅川、イクラウシ川等

- 流出河川：無

## 生物
西部有牡蠣殻堆積而成的牡蠣島，過去曾有厚岸草等鹽生植物生長，但因地盤下陷而衰退。
此地在十月至四月是大天鵝的大型度冬地。約有2,000隻左右會在此度冬，12月左右最多可達5,000隻左右。另外也是雁、鴨類的過境地、丹頂鶴的棲息地。1993年與別寒邊牛濕原、霧多布濕原共同成為國家指定厚岸、別寒邊牛、霧多布鳥獸保護區（集團飛來地）（總面積11,271公頃，其中特別保護地區7,781公頃）。同年還與別寒邊牛濕原登錄為拉姆薩公約濕地（5,277公頃）。

## 利用
湖內牡蠣養殖業發達。自古以來就是愛奴人採集天然牡蠣之處。1874年（明治7年）開始發展乾牡蠣輸出產業，1879年（明治12年）設立牡蠣罐頭製造所。但因亂捕導致牡蠣枯竭，終而實施採集限制。
1930年左右，開始從宮城縣購入稚貝進行養殖。
1999年以町立牡蠣種苗中心為首，推動「一粒種式」牡蠣養殖法。
牡蠣在夏季繁殖期容易失去新鮮度，不適合食用，但這裡利用低水溫延後繁殖期，使得夏季也可食用。此地亦有海苔養殖。

## 外部連結
- 厚岸湖·別寒邊牛濕原 （页面存档备份，存于） -  拉姆薩公約登錄濕地關係市町村會議